# Équipe d'Espagne de football à la Coupe du monde 1986
L'équipe d'Espagne de football participe à sa septième Coupe du monde lors de l'édition 1986 qui se tient au Mexique du 31 mai 1986 au 29 juin 1986. Elle se rend à la compétition en tant que vice-championne d'Europe en titre à la suite de sa défaite en finale de l'Euro 1984.
Les Espagnols sont éliminés en quarts de finale par la Belgique.

## Phase finale

### Premier tour - groupe F
| Classement |                 |     |   |   |   |   |    |    |      |
|            | Équipe          | Pts | J | G | N | P | BP | BC | Diff |
| 1          | Brésil          | 6   | 3 | 3 | 0 | 0 | 5  | 0  | +5   |
| 2          | Espagne         | 4   | 3 | 2 | 0 | 1 | 5  | 2  | +3   |
| 3          | Irlande du Nord | 1   | 3 | 0 | 1 | 2 | 2  | 6  | -4   |
| 4          | Algérie         | 1   | 3 | 0 | 1 | 2 | 1  | 5  | -4   |

| 1er juin | Brésil  | 1 | 0 | Espagne         |
| 3 juin   | Algérie | 1 | 1 | Irlande du Nord |
| 6 juin   | Brésil  | 1 | 0 | Algérie         |
| 7 juin   | Espagne | 2 | 1 | Irlande du Nord |
| 12 juin  | Brésil  | 3 | 0 | Irlande du Nord |
| 12 juin  | Espagne | 3 | 0 | Algérie         |

| 1er juin 1986                     | Brésil       | 1 - 0   | Espagne | Estadio Jalisco, Guadalajara                     |                                                  |
| 12:00 · Historique des rencontres | Sócrates 62e | (0 - 0) |         | Spectateurs : 65 000 Arbitrage : Chris Bambridge | Spectateurs : 65 000 Arbitrage : Chris Bambridge |
| 12:00 · Historique des rencontres | (Rapport)    |         |         | Spectateurs : 65 000 Arbitrage : Chris Bambridge | Spectateurs : 65 000 Arbitrage : Chris Bambridge |

| 7 juin 1986                       | Espagne                      | 2 - 1   | Irlande du Nord | Estadio Tres de Marzo, Guadalajara               |                                                  |
| 12:00 · Historique des rencontres | Butragueño 1re · Salinas 18e | (2 - 0) | Clarke 46e      | Spectateurs : 28 000 Arbitrage : Horst Brummeier | Spectateurs : 28 000 Arbitrage : Horst Brummeier |
| 12:00 · Historique des rencontres | (Rapport)                    |         |                 | Spectateurs : 28 000 Arbitrage : Horst Brummeier | Spectateurs : 28 000 Arbitrage : Horst Brummeier |

| 12 juin 1986                      | Espagne                     | 3 - 0   | Algérie | Estadio Tecnológico, Monterrey                 |                                                |
| 12:00 · Historique des rencontres | Calderé 15e, 68e · Eloy 70e | (1 - 0) |         | Spectateurs : 20 000 Arbitrage : Shizuo Takada | Spectateurs : 20 000 Arbitrage : Shizuo Takada |
| 12:00 · Historique des rencontres | (Rapport)                   |         |         | Spectateurs : 20 000 Arbitrage : Shizuo Takada | Spectateurs : 20 000 Arbitrage : Shizuo Takada |

### Huitième de finale
| 18 juin 1986                      | Danemark            | 1 - 5   | Espagne                                                      | Estadio La Corregidora, Querétaro           |                                             |
| 16:00 · Historique des rencontres | J. Olsen 33e (pen.) | (1 - 1) | Butragueño 43e, 56e, 80e, 88e (pen.) · Goikoetxea 68e (pen.) | Spectateurs : 38 500 Arbitrage : Jan Keizer | Spectateurs : 38 500 Arbitrage : Jan Keizer |
| 16:00 · Historique des rencontres | (Rapport)           |         |                                                              | Spectateurs : 38 500 Arbitrage : Jan Keizer | Spectateurs : 38 500 Arbitrage : Jan Keizer |

### Quart de finale
| 22 juin 1986                      | Belgique                                             | 1 - 1 a. p.       | Espagne                                     | Estadio Cuauhtémoc, Puebla                          |                                                     |
| 16:00 · Historique des rencontres | Ceulemans 35e                                        | (1 - 0)           | Señor 85e                                   | Spectateurs : 45 000 Arbitrage : Siegfried Kirschen | Spectateurs : 45 000 Arbitrage : Siegfried Kirschen |
| 16:00 · Historique des rencontres | (Rapport)                                            |                   |                                             | Spectateurs : 45 000 Arbitrage : Siegfried Kirschen | Spectateurs : 45 000 Arbitrage : Siegfried Kirschen |
| 16:00 · Historique des rencontres | Claesen · Scifo · Broos · Vervoort · L. Van Der Elst | Tirs au but 5 - 4 | Señor · Eloy · Chendo · Butragueño · Víctor | Spectateurs : 45 000 Arbitrage : Siegfried Kirschen | Spectateurs : 45 000 Arbitrage : Siegfried Kirschen |

## Navigation